# Esofagitis eosinofílica

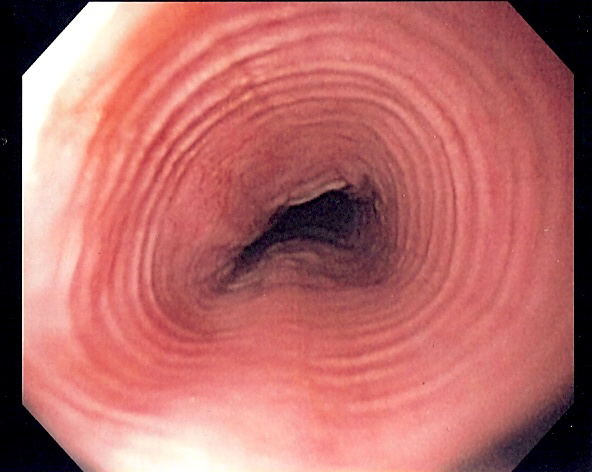
Imagen de una endoscopia en un caso de esofagitis eosinofílica. Los anillos concéntricos se conocen como traquealización del esófago.

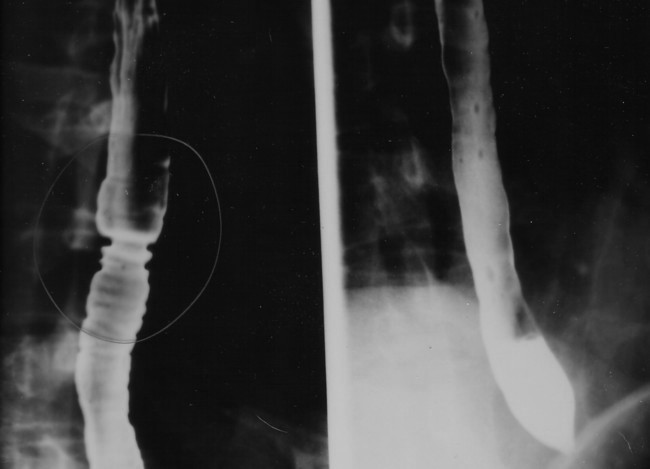
La radiografía tras la ingesta de papilla de bario muestra múltiples anillos asociados con la esofagitis eosinofílica.

La esofagitis eosinofílica es una enfermedad inflamatoria del esófago relacionada con los eosinófilos, un tipo de glóbulo blanco. Se considera una enfermedad rara ya que su prevalencia es de 1 a 5 casos por cada 10 000 personas. Los síntomas son dificultad para tragar, impactación alimentaria y acidez o agruras. Fue caracterizada por primera vez en niños, pero ocurre también en adultos. La causa no ha sido determinada, pero es posible que las alergias alimenticias tengan mucho que ver.

## Síntomas
Estrechamiento del esófago que suele producir impactación alimentaria, disfagia y reflujo. Los niños pequeños con esofagitis eosinofílica pueden tener dificultad para comer, dolor abdominal o vómito. Es más común en hombres, y afecta tanto a adultos como a niños.

## Patofisiología
La esofagitis eosinofílica se caracteriza por infiltración densa de eosinófilos en el epitelio escamoso del esófago. Se piensa que podría tratarse de una reacción alérgica a un alimento consumido, tomando en cuenta el importante papel que desempeña el esófago en las reacciones alérgicas. Los eosinófilos son células inflamatorias que producen una variedad de citocinas, las cuales inflaman el tejido esofágico circundante. Esto resulta en dolor y enrojecimiento visible durante una endoscopía.